# Батир-хан (Молодший жуз)
Батир-хан (помер 1785) — казахський правитель, хан Молодшого жуза, обраний народом.